# Шамрусс
Шамру́сс (фр. Chamrousse, фр. вимова: [ʃɑ̃ʁus]) — муніципалітет у Франції, у регіоні Овернь-Рона-Альпи, департамент Ізер. Зимовий гірсько-лижний курорт.
Населення — 414 осіб (01.01.2021).
Муніципалітет розташований на відстані близько 500 км на південний схід від Парижа, 110 км на південний схід від Ліона, 15 км на південний схід від Гренобля.

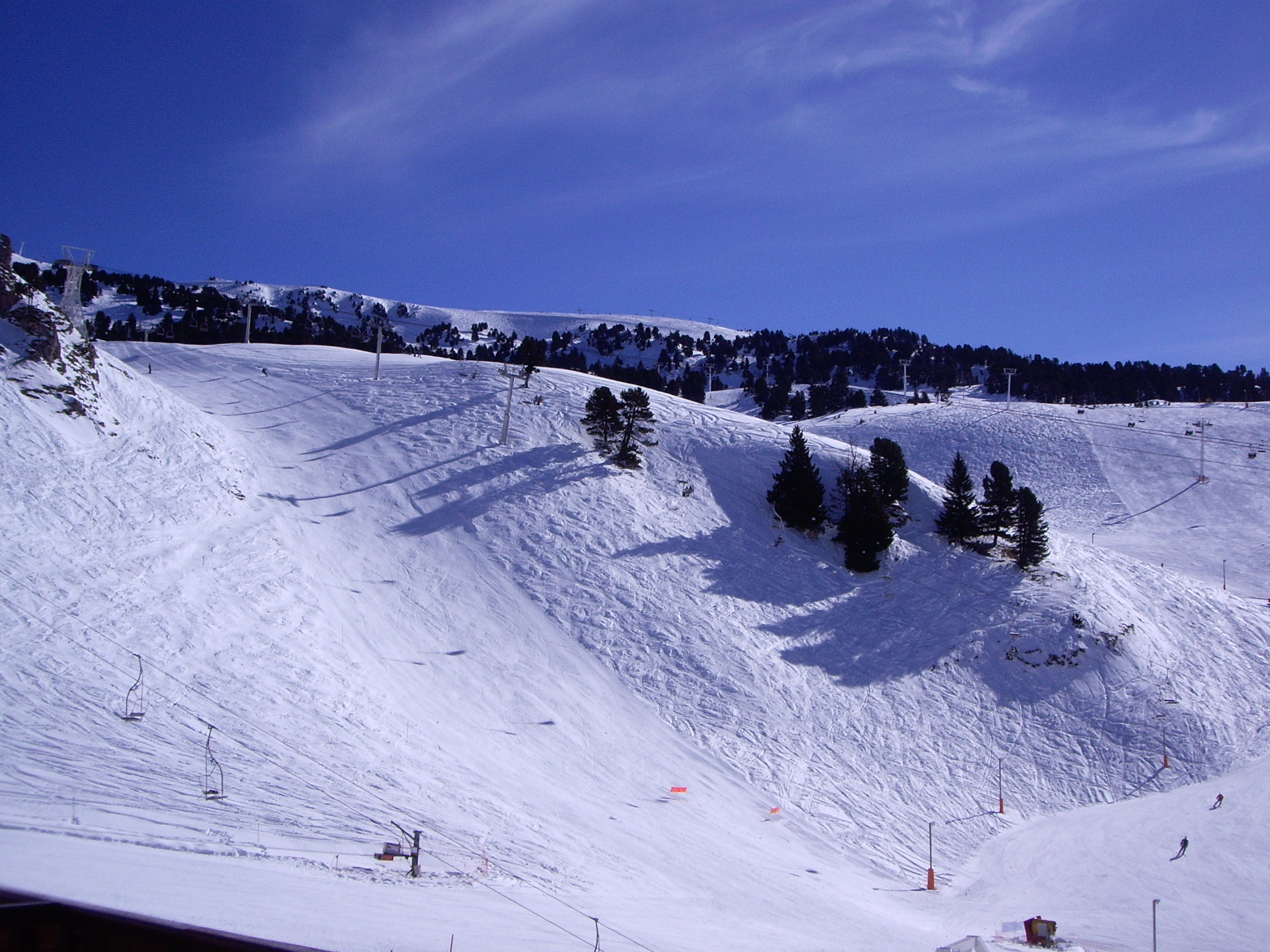

## Історія
До 2015 року муніципалітет перебував у складі регіону Рона-Альпи. Від 1 січня 2016 року належить до нового об'єднаного регіону Овернь-Рона-Альпи.

## Демографія
Динаміка населення (INSEE ):
Розподіл населення за віком та статтю (2006):
| Стать | Всього | До 15 років | 15-24 | 25-44 | 45-64 | 65-85 | Понад 85 |
| --- | ------ | ----------- | ----- | ----- | ----- | ----- | -------- |
| Чоловіки | 258    | 62          | 28    | 95    | 73    | 0     | 0        |
| Жінки | 221    | 54          | 12    | 115   | 36    | 4     | 0        |
| \| Статево-вікова піраміда \| Статево-вікова піраміда \| Статево-вікова піраміда \| \| ----------------------- \| ----------------------- \| ----------------------- \| \| Чоловіки \| Вік \| Жінки \| \| 0 \| 85 + \| 0 \| \| 0 \| 80-84 \| 0 \| \| 0 \| 75-79 \| 0 \| \| 0 \| 70-74 \| 0 \| \| 0 \| 65-69 \| 4 \| \| 16 \| 60-64 \| 8 \| \| 12 \| 55-59 \| 16 \| \| 12 \| 50-54 \| 8 \| \| 33 \| 45-49 \| 4 \| \| 12 \| 40-44 \| 12 \| \| 25 \| 35-39 \| 41 \| \| 33 \| 30-34 \| 41 \| \| 25 \| 25-29 \| 21 \| \| 20 \| 20-24 \| 12 \| \| 8 \| 15-20 \| 0 \| \| 8 \| 10-14 \| 12 \| \| 25 \| 5-9 \| 21 \| \| 29 \| 0-4 \| 21 \| |        |             |       |       |       |       |          |
| Статево-вікова піраміда |        |             |       |       |       |       |          |
| Чоловіки | Вік    | Жінки       |       |       |       |       |          |
| 0 | 85 +   | 0           |       |       |       |       |          |
| 0 | 80-84  | 0           |       |       |       |       |          |
| 0 | 75-79  | 0           |       |       |       |       |          |
| 0 | 70-74  | 0           |       |       |       |       |          |
| 0 | 65-69  | 4           |       |       |       |       |          |
| 16 | 60-64  | 8           |       |       |       |       |          |
| 12 | 55-59  | 16          |       |       |       |       |          |
| 12 | 50-54  | 8           |       |       |       |       |          |
| 33 | 45-49  | 4           |       |       |       |       |          |
| 12 | 40-44  | 12          |       |       |       |       |          |
| 25 | 35-39  | 41          |       |       |       |       |          |
| 33 | 30-34  | 41          |       |       |       |       |          |
| 25 | 25-29  | 21          |       |       |       |       |          |
| 20 | 20-24  | 12          |       |       |       |       |          |
| 8 | 15-20  | 0           |       |       |       |       |          |
| 8 | 10-14  | 12          |       |       |       |       |          |
| 25 | 5-9    | 21          |       |       |       |       |          |
| 29 | 0-4    | 21          |       |       |       |       |          |

## Економіка
Основна галузь : туризм, зимовий спорт (гірські лижі)
2010 року серед 343 осіб працездатного віку (15—64 років) 302 були активними, 41 — неактивною (показник активності 88,0%, у 1999 році було 86,6%). З 302 активних мешканців працювало 289 осіб (163 чоловіки та 126 жінок), безробітними було 13 (9 чоловіків та 4 жінки). Серед 41 неактивної 12 осіб було учнями чи студентами, 12 — пенсіонерами, 17 були неактивними з інших причин.

У 2010 році в муніципалітеті числилось 229 оподаткованих домогосподарств, у яких проживали 465,0 особи, медіана доходів виносила 18 560 євро на одного особоспоживача

## Зимовий спорт
У Шамруссі проходили шість змагань з гірських лиж зимових Олімпійських ігр 1968 року, на яких Жан-Клод Кіллі з Франції виграв три золоті медалі серед чоловіків. Усі жіночі змагання проходили в передмісті Шамрусса Recoin de Chamrousse, розташованому на висоті 2 км над рівнем моря.